# Jenko
Jenko je 64. najbolj pogost priimek v Sloveniji, ki ga je po podatkih Statističnega urada Republike Slovenije na dan 31. decembra 2007 uporabljalo 1.620 oseb.

## Znani nosilci priimka
- Adolf Jenko (1902–1985), plesni učitelj in koreograf
- Alojzij (Slavko) Jenko (1929–2022), alpinist, planinski delavec
- Ana Jenko Štěrba-Böhm (1885–1936), kemičarka, prva slovenska doktorica znanosti
- Avgust Jenko (1894–1914), preporodovec in publicist
- Bogdan Jenko (*1958), veteran
- Božidara Jenko Viršček (1924–2016), partizanka prvoborka
- Brigita Jenko, umetnostna zgodovinarka, kustodinja
- Davorin Jenko (1835–1914), skladatelj, dirigent, zborovodja
- Eleonora Jenko Groyer (1879–1959), prva slovenska zdravnica (doktorica medicine)
- Elizabeta Mojca Jenko (*1964), slovenska jezikoslovka in univ. profesorica na Dunaju
- Franc Jenko (1896–1968), orglarski mojster (za njim sin Anton Jenko 1931–2009)
- Franc Jožef Jenko (18. stoletje), knjigarnar in tiskar
- Ivan Jenko (1853–1891), pesnik
- Ivan Jenko (1867–1950), zdravnik internist
- Jana Jenko (*1964), političarka
- Janez (Ivan) Jenko (1906–1945), duhovnik
- Janez Jenko (1910–1994), koprski škof (obnovljene koprske škofije, prvotno apostolski administrator za slovensko Primorje)
- Janez Jenko (1923–2010), salezijanec
- Jaša Jenko (*2000), hokejist
- Jože Jenko (1885–1967), zgodovinar železnic, publicist
- Jožef Jenko (1776–1858), matematik na Dunaju
- Jurij Jenko (*1963), klarinetist
- Kurt Jenko (1917–1988), geolog
- Lidija Jenko, filmska in TV-igralka
- Ljudevit (Ludvik) Jenko (1841–1912), zdravnik (dr. dr.)
- Marija Jenko Starič (*1961), oblikovalka, grafičarka
- Marjan Jenko (1913–2006), pravnik in politik
- Marjan Jenko (1928–2020), geodet
- Marjan Jenko (*1961), mikroelektronik (ZDA)
- Marko Jenko, umetnostni kustos
- Matija Jenko (*1932), gospodarstvenik
- Miha Jenko, novinar
- Mojca Jenko (*1958), umetnostna zgodovinarka
- Monika Jenko (*1947), raziskovalka materialov ?
- Rado(slav) Jenko (1919–2007), gospodarstvenik (direktor Aero Celje)
- Radovan Jenko (*1955), grafični oblikovalec
- Robert Jenko (*1990), kolesar
- Rok Jenko, industrijski oblikovalec, slikar
- Rudolf Jenko (1907–1988), gradbenik, univ. profesor
- Simon Jenko (1835–1869), pesnik in pripovednik
- Slavoj Jenko (1852–1907), gospodarstvenik, narodni buditelj
- Slavoj Jenko, elektrotehnik (1905-2001)?
- Stanka Jenko (1913–2008), slikarka
- Terezina Jenko (1858–1938), družbena delavka
- Uroš Jenko (1922–2017), Sokol, bloški letalec, strojnik
- Valerija Jenko, fotografinja
- Valerijan Jenko (1926–2018), frančiškan, izseljsenski duhovnik (v Avstraliji)
- Vlado Jenko (1912– ?), športni delavec (nogomet) na Primorskem
- Zlatko Jenko (*1957), veterinar, ekonomist, politik
- Žiga Jenko, zvočni ustvarjalec